# Parti d'union démocratique éthiopienne-Medhin

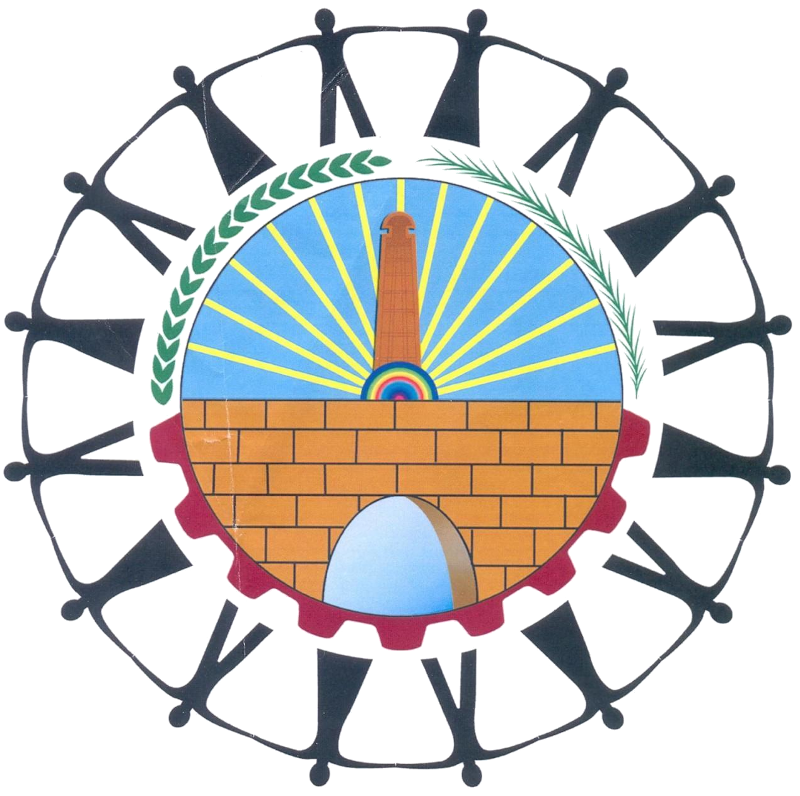

Le Parti d'union démocratique éthiopienne-Medhin (PUDE-Medhin), en amharique:  የኢትዮጵያ ዴሞክራሲያዊ አንድነት ፓርቲ-መድህን, YeItyopya Démokrasiyawi Andinet Parti-Medhin (ኢዴአፓ-መድህን), est un parti politique éthiopien. Lors des élections législatives du 15 mai 2005, il faisait partie de la Coalition pour l'unité et la démocratie qui a remporté 109 des 527 sièges à la Chambre des représentants des peuples. Toutefois, en octobre 2005, le comité central du parti a décidé de quitter la coalition.